# Список советских женщин, награждённых медалью имени Флоренс Найтингейл
Медаль имени Флоренс Найтингейл — высший международный знак отличия для награждения медицинских сестёр «за исключительное мужество и самоотверженность в заботе о жертвах вооружённых конфликтов и природных катастроф, либо за образцовую службу, находчивость и дух новаторства в сфере общественного здравоохранения или сестринского образования».

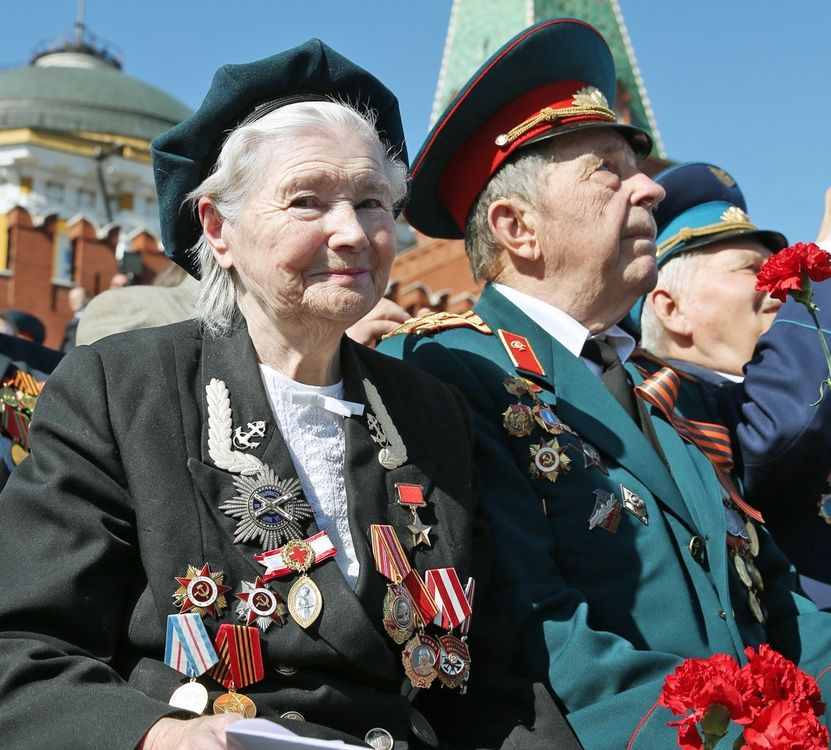
Екатерина Илларионовна Дёмина (Михайлова) на параде Победы 9 мая 2013 года

Международный Комитет Красного Креста производит награждения медалью один раз в два года, 12 мая, по представлению национальных обществ Красного Креста.
Советский Красный Крест первые представления на награждение медалью сделал в 1961 году. И уже в том же 1961 году Международный Комитет Красного Креста наградил двух советских медсестёр. Ими стали Ирина Николаевна Левченко и Лидия Филипповна Савченко. Всего за годы существования Советского Союза медалью имени Флоренс Найтингейл было награждено 46 советских женщин — медицинских сестёр, военных фельдшеров, санитарных инструкторов, и других медицинских работников. Все они награждены медалью имени Флоренс Найтингейл за свой самоотверженный труд в годы Великой Отечественной войны.

## Список награждённых
Полный список советских женщин, награждённых Международным Комитетом Красного Креста медалью имени Флоренс Найтингейл, приведён на сайте Российского Общества Красного Креста.
| №  | Награждённая                                                           | Должность     | Год  | Основание награждения | Сн.                        |
| -- | ---------------------------------------------------------------------- | ------------- | ---- | --- | -------------------------- |
| 1  | Багдасарян Джульетта Вартановна (1923—?)                               | медсестра     | 1973 | | [ 4 ] [ 5 ]                |
| 2  | Бойко Надежда Андреевна (1923—?)                                       | военфельдшер  | 1975 | | [ 4 ] [ 6 ]                |
| 3  | Бутова Клавдия Васильевна (1922—1994)                                  | военфельдшер  | 1967 | | [ 4 ] [ 7 ]                |
| 4  | Варцаба Евдокия Павловна (1921—1982)                                   | военфельдшер  | 1975 | | [ 4 ]                      |
| 5  | Вознюк Наталья Тихоновна (1922—?)                                      | н/д           | 1981 | |                            |
| 6  | Гарачук Мария Афанасьевна (1921—2003)                                  | военфельдшер  | 1983 | | [ 1 ] [ 8 ]                |
| 7  | Голухова Софья Васильевна (17.09.1921 — 2012)                          | медсестра     | 1975 | За героизм, проявленный при спасении раненых в годы войны | [ 1 ] [ 4 ] [ 9 ] [ 10 ]   |
| 8  | Гусак Полина Михайловна (1916—?)                                       | н/д           | 1985 | |                            |
| 9  | Данилицкая (Титкова) Полина Демидовна (1922 — 31.12.1999)              | медсестра     | 1983 | | [ 8 ] [ 11 ]               |
| 10 | Дёмина (Михайлова) Екатерина Илларионовна (22.12.1925 — 24.06.2019)    | санинструктор | 1979 | | [ 12 ]                     |
| 11 | Дмитриева (Губина) Антонина Яковлевна (8.3.1921—5.4.2000)              | санинструктор | 1985 | | [ 13 ] [ 14 ]              |
| 12 | Дмитриенко Анна Михайловна (1923—?)                                    | санинструктор | 1989 | За самоотверженное оказание помощи раненым во время войны, многолетнюю работу с тяжелобольными                                                                                       | [ 15 ] [ 14 ]              |
| 13 | Енгибарова Арфения Арутюновна (1918—?)                                 | н/д           | 1979 | |                            |
| 14 | Иванова (Щёкина) Вера Ивановна (1924—?)                                | сандружинница | 1975 | За проявление особого милосердия к людям, жившим в блокадном Ленинграде, за самоотверженный труд во имя сохранения жизни детей                                                       | [ 4 ] [ 15 ]               |
| 15 | Искакова Разия Шакеновна (1922—2010)                                   | военфельдшер  | 1975 | | [ 4 ] [ 14 ] [ 16 ]        |
| 16 | Ишанходжаева Матлюба (1920—?)                                          | медсестра     | 1971 | | [ 4 ] [ 17 ]               |
| 17 | Касум-заде Рашида Ибрагимовна (1920—?)                                 | н/д           | 1983 | | [ 8 ]                      |
| 18 | Кащеева Вера Сергеевна (15.09.1922 — 20.05.1975)                       | санинструктор | 1973 | За самоотверженность при спасении раненых на поле боя в экстремальных условиях | [ 4 ] [ 18 ] [ 19 ]        |
| 19 | Квитченко Мария Андреевна (29.3.1920—?)                                | н/д           | 1985 | |                            |
| 20 | Клыкова Ирина Ивановна (20.04.1916 — 17.08.2009)                       | медсестра     | 1967 | За самопожертвование при спасении раненых в самых тяжёлых боях | [ 4 ] [ 15 ] [ 20 ] [ 21 ] |
| 21 | Комелева Ольга Ивановна (1919—?)                                       | военфельдшер  | 1983 | | [ 8 ] [ 22 ]               |
| 22 | Кубланова Салипа (1921—?)                                              | медсестра     | 1973 | За исключительную преданность тем, чьё здоровье оказалось под угрозой | [ 4 ] [ 15 ]               |
| 23 | Кузнецова (Тарасова) Анна Романовна (1924—?)                           | санинструктор | 1967 | | [ 4 ] [ 23 ]               |
| 24 | Кунцевич Софья Адамовна (28.08.1924—09.05.2012)                        | санинструктор | 1981 | | [ 1 ] [ 9 ]                |
| 25 | Левченко Ирина Николаевна (15.03.1924 — 18.01.1973)                    | санинструктор | 1961 | За спасение жизни раненых на поле боя | [ 4 ] [ 24 ] [ 25 ]        |
| 26 | Муминова Рихси Абдумуминовна (12.06.1920 — 2000)                       | н/д           | 1979 | | [ 26 ]                     |
| 27 | Нечепорчукова (Наздрачёва) Матрёна Семёновна (03.04.1924 — 22.03.2017) | санинструктор | 1973 | | [ 4 ] [ 27 ] [ 28 ]        |
| 28 | Пыхтеева Антонина Александровна (1922—1996)                            | медсестра     | 1987 | За героический ратный труд в годы войны и за активное участие в выявлении и ликвидации инфекционных заболеваний среди гражданского населения, за заслуги в гуманитарной деятельности | [ 29 ]                     |
| 29 | Родионова Людмила Антоновна (7.11.1917 — 1978)                         | санинструктор | 1975 | За заслуги по спасению раненых | [ 4 ] [ 30 ] [ 31 ]        |
| 30 | Савченко Лидия Филипповна (12.06.1922 — 2000)                          | медсестра     | 1961 | | [ 2 ] [ 4 ] [ 32 ]         |
| 31 | Сердюк Мария Дмитриевна (1919—?)                                       | медсестра     | 1965 | | [ 4 ] [ 33 ]               |
| 32 | Синькова Мария Павловна (1920 — 11.1994)                               | медсестра     | 1987 | За самоотверженный труд по оказанию помощи раненым в военное время и во время землетрясения                                                                                          | [ 18 ] [ 34 ]              |
| 33 | Сиренко (Малыгина) Екатерина Ефимовна (27.12.1920—?)                   | медсестра     | 1971 | За оказание медицинской помощи населению на оккупированной территории и в партизанском отряде                                                                                        | [ 4 ] [ 29 ] [ 35 ]        |
| 34 | Смирнова Зинаида Ивановна (04.10.1923 — 19.04.1991)                    | санинструктор | 1971 | | [ 4 ] [ 36 ]               |
| 35 | Смирнова (Кухарская) Мария Петровна (17.10.1921 — 25.09.2010)          | санинструктор | 1973 | | [ 4 ] [ 14 ] [ 37 ]        |
| 36 | Соколова (Якимович) Нина Александровна (1920—2009)                     | фельдшер      | 1989 | | [ 38 ]                     |
| 37 | Талышханова Сария Атталаевна (1921—?)                                  | медсестра     | 1979 | |                            |
| 38 | Туснолобова-Марченко Зинаида Михайловна (23.11.1920 — 20.05.1980)      | медсестра     | 1965 | | [ 4 ] [ 39 ] [ 40 ] [ 41 ] |
| 39 | Федюкова (Мелехова) Мария Андреевна (1923—1995)                        | военфельдшер  | 1981 | | [ 42 ]                     |
| 40 | Хаблова Агния Ивановна (5.08.1919 — 2009)                              | санинструктор | 1965 | За оказание помощи раненым и пострадавшим во время войны, за неоднократный риск ради спасения людей                                                                                  | [ 4 ] [ 15 ] [ 43 ]        |
| 41 | Чанышева Фаина Хусаиновна (1922—2003?)                                 | военфельдшер  | 1965 | За самоотверженность, проявленную в военное время | [ 4 ] [ 29 ] [ 44 ]        |
| 42 | Чернова Людмила Ивановна (1923—?)                                      | военфельдшер  | 1983 | | [ 8 ] [ 45 ]               |
| 43 | Шевченко Евгения Максимовна (1919—1995)                                | медсестра     | 1967 | | [ 1 ] [ 4 ] [ 9 ]          |
| 44 | Широкая (Руденко) Вера Власовна (1923—2001)                            | военфельдшер  | 1987 | | [ 14 ] [ 46 ]              |
| 45 | Шкарлетова Мария Савельевна (3.02.1925 — 2.11.2003)                    | санинструктор | 1965 | За преданное и самоотверженное служение человечеству | [ 4 ] [ 47 ] [ 48 ]        |
| 46 | Щербаченко Мария Захаровна (14.02.1922 — 23.11.2016)                   | санинструктор | 1973 | За милосердие, отвагу и бесстрашие, проявленные при спасении тяжелораненых на поле боя                                                                                               | [ 4 ] [ 18 ] [ 49 ]        |